# ヘルサ・ポインター
ヘルサ・ポインター（英：Hertha Pointer）とは、デンマーク原産のポインター犬種である。犬種名はこの犬種の基礎になった雌犬、ヘルサ号からとってつけられた。別名はヘルサ・ドッグ（英：Hertha Dog）、ヘルサ・フンド（英：Hertha Hund）、デニッシュ・ヘルサ・ポインター（英：Denish Hertha Pointer）。

## 歴史
1894年に作出が始まった珍しい犬種である。ドイツ軍との戦いに敗北し、デンマーク軍が祖国に帰ってきたときにエサをねだって彼らの後ろをずっとついて離れない犬がいた。たいていの場合、このような野良犬は軍人が威嚇して追い払うと逃げていくのだが、1頭の犬だけは何度追い払ってもひるむことなくついてきて、堪りかねた者に銃口を向けられても逃げる事は無かった。この辛抱強くついてくる様を見て哀れに思った軍人たちは犬に「ヘルサ（Hertha）」と言う名前とエサを与え、大事に面倒を見るようになった。その後、ヘルサは能力の良さを見出されてハンターに高額で買い取られ、実猟用のポインターとしての訓練を受け、実力をつけて数年後には別のハンターに引き取られてポインターとして使役された。ここに来て腕を磨いたヘルサは能力が群を抜いて高かったため、優れたポイント能力を持つ同じ毛色のイングリッシュ・ポインターの雄と交配させられて新犬種の基礎になった。これにより生まれて改良が行われた犬種がヘルサ・ポインターである。
デンマーク国内ではイングリッシュ・ポインターよりも圧倒的に高い人気を誇る犬種であり、犬種クラブも存在するが、デンマークケネルクラブやFCIでは公認されていない。ケネルクラブ側はヘルサ・ポインターはあくまでイングリッシュ・ポインターの色違いとして認知し、2犬種の違いが明確でないため登録犬種への申請を却下したために公認がされなかったことがその原因である。しかし、ヘルサ・ポインター独自の特徴も多くあるため、愛好家は別の犬種として登録するようにケネルクラブ側に求めている。

## 特徴
実際に容姿はタン・アンド・ホワイトの毛色のイングリッシュ・ポインターに似るが、垂れ耳は長く、脚も長く、筋肉質で引き締まった細身のボディで、頭部の横幅が広いという点がそれとの違いである。現に耳が垂れているかいないかだけで別犬種として認知されている犬種も存在するため（＝イギリス原産のノーフォーク・テリアとノーリッチ・テリア）、2犬種の違いは明確であると愛好家は訴えている。
尾はサーベル形の垂れ尾だが、飾り毛はない。コートは非常に短いスムースコートで、毛色はヘルサ号と同じタン・アンド・ホワイトに限られている。この毛色は地色がタンで、フレーズやマズル、お腹、脚、尾先などにホワイトのマーキングが入っているものである。また、耳先などに若干ブラックの色が混じっていても良いとされている。大型犬サイズで、性格は陽気で優しく我慢強い。実猟時にはこの我慢強さが大いに役立ち、正確でしっかりとしたポイントを行うことが出来る。

## 参考
『デズモンド・モリスの犬種事典』（誠文堂新光社）デズモンド・モリス著書、福山英也、大木卓訳 誠文堂新光社、2007年